# Franz Wendler
Franz Wendler (* 6. Juni 1913 in München; † 28. Oktober 2007 in Rheinbach) war ein deutscher Glaskünstler. Er beschäftigte sich vorrangig mit dem gravierten Ornament.

## Lebensdaten
Franz Wendler wurde am 6. Juni 1913 in München geboren und wuchs in Haida und Steinschönau in Nordböhmen auf. Nach dem Besuch der Realschule in Böhmisch Leipa begann er im Jahr 1928 eine Lehre zum Glasgraveur. Danach eröffnete er seine eigene Werkstatt.
Nach dem Zweiten Weltkrieg siedelte er von Nordböhmen nach Westdeutschland um. Nach Zwischenstationen in Bad Godesberg und Bedburg kam er 1950 nach Rheinbach, wo sich viele vertriebene Glaskünstler aus Nordböhmen niedergelassen und zwei Jahre zuvor die Glasfachschule von Steinschönau eröffnet hatten. Franz Wendler trug mit seiner Werkstatt wesentlich zur Etablierung der Glasveredlung in Rheinbach nach dem Zweiten Weltkrieg bei und verkörperte ein lebendiges Stück europäischer Glaskunstgeschichte.
Franz Wendler starb am 28. Oktober 2007 in seinem Haus in Rheinbach.

## Ehrungen
- 1992: Bundesverdienstkreuz
- 2006: Ehrengabe der Stadt Rheinbach

Im Mai 2008 wurde die Stettiner Straße in Rheinbach, in der Franz Wendler seit 1967 gewohnt hatte, in Franz-Wendler-Straße umbenannt.

## Künstlerische Bedeutung
Franz Wendler fertigte geschliffene und gravierte Einzelstücke nach eigenen Entwürfen, unter anderem Jugendstil-Römer, Freundschaftsbecher, Pokale aus Kristall- und Überfangglas. Heute gibt es in aller Welt Sammler von Wendler-Glas. Mehrere westdeutsche Glasmuseen würdigten seine Arbeit mit aufwendigen Sonderausstellungen.
Höhepunkte seines umfangreichen Schaffens waren mehrere Botschaftsaufträge, wie zum Beispiel eine Arbeit im chinesischen Charakter für den ersten Ministerpräsidenten der Volksrepublik China Zhou Enlai oder ein Glaspokal für John F. Kennedy mit der aufwendigen Darstellung der Schifffahrtsgeschichte vom Pharaonenschiff bis zum modernen Tanker.